# 華僑銀行中心

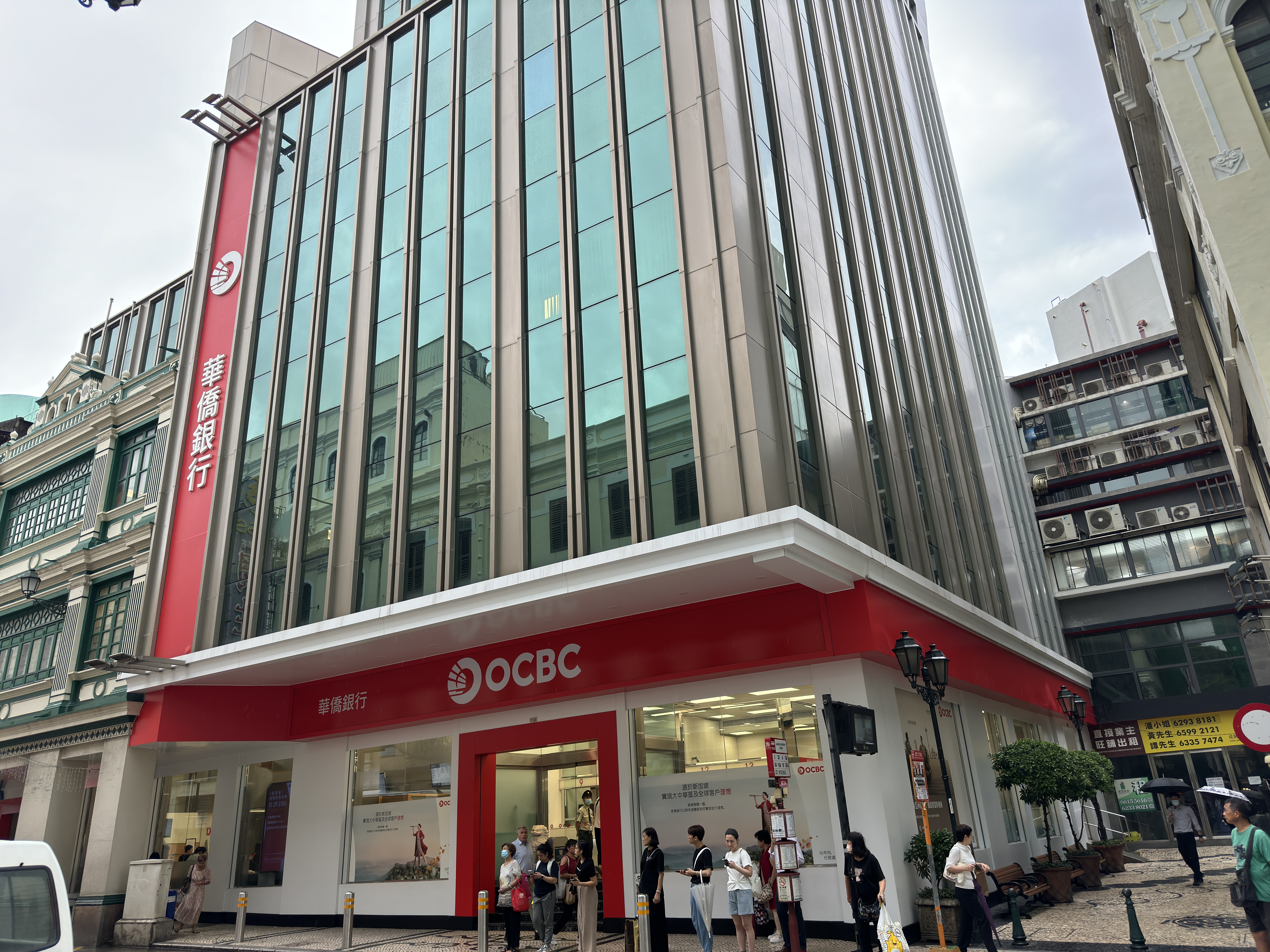
澳門華僑銀行中心

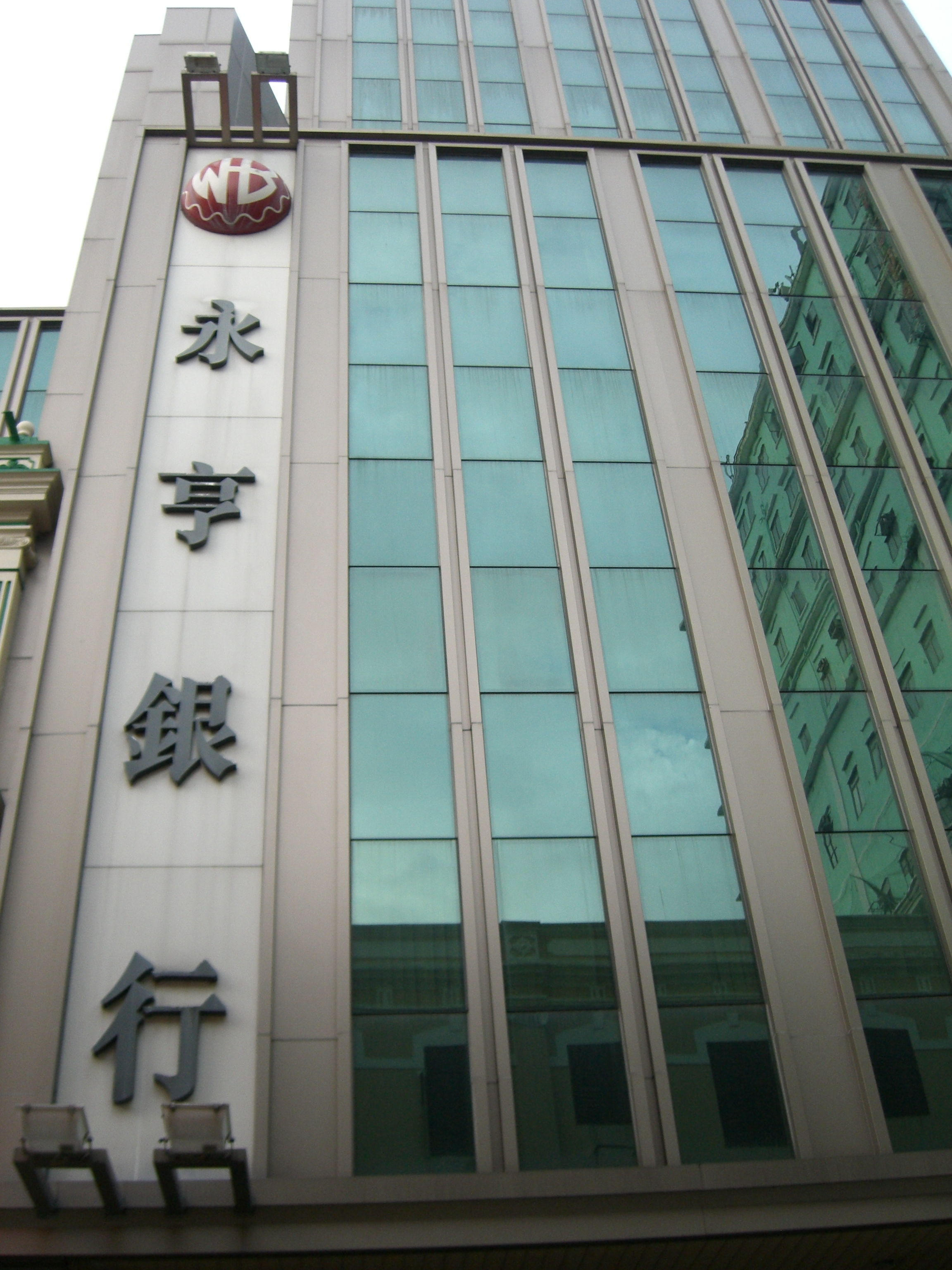
澳門永亨銀行大廈

華僑銀行中心，前稱永亨銀行大廈，位於澳門亞美打利庇盧大馬路221至241號，為一棟樓高12層的商住樓宇，分新翼及舊翼兩部份。前身為澳門旅遊娛樂有限公司旗下的中央娛樂場和中央百貨公司，地下至5樓為澳門永亨銀行設在新馬路的總行，7樓為1960年代開業的「金冠酒樓」，11樓「京都夜總會」亦為60年代開業，其他樓層則包括有中央百貨公司等。該廈於1992年發生大火，造成2死1傷。期間港澳傳媒大篇幅報導事件，包括有被困人士在高空躍下後墮樓死亡並從後巷抬出的畫面，震撼整個澳門社會。火災發生後，頂層樓面一直空置，外牆只做了簡單修葺，其後金冠酒樓亦於1993年遷出。直到2002年，澳門永亨銀行把整棟大廈的業權購入，並對大廈進行翻新工程，把原有外牆全部重新修飾，並將裙樓上樓層重新修築以符合法例，並加裝避雷針，改建成為澳門永亨銀行大廈，成為現時華僑銀行（澳門）的總行。